# ليونارد بايونتك
ليونارد بايونتك (بالبولندية: Leonard Piątek)‏ مواليد 13 أكتوبر 1913 في خوجوف، القيصرية الألمانية - الوفاة 1 يوليو 1967 في خوجوف، هو لاعب كرة قدم بولندي سابق، كان يلعب في مركز الهجوم. سبق له أن لعب في كأس العالم لكرة القدم مع منتخب بلاده في مونديال عام 1938.

## روابط خارجية
- ليونارد بايونتك على موقع قاعدة بيانات كرة القدم.إي يو (الإنجليزية)
- ليونارد بايونتك على موقع ناشيونال فوتبول تيمز (الإنجليزية)
- ليونارد بايونتك على موقع Soccerway.com (الإنجليزية)